# Que Farei Eu com Esta Espada?
Que Farei Eu com Esta Espada? (1975) é um filme português de João César Monteiro, um documentário de longa-metragem que se insere no movimento do cinema militante praticado em Portugal na segunda metade da década.
Estreia em Lisboa no cinema Universal a 19 de Junho de 1976.

## Sinopse
A Revolução dos Cravos está ameaçada pela ingerência de certas potências estrangeiras que nela vêem um perigo. No rio Tejo «pairam» navios aliados da NATO, de entre os quais se destaca o porta-aviões norte-americano  Saratoga.
O filme deveria chamar-se Saratoga Blues, mas, corrigindo a pontaria, Monteiro muda-lhe o nome e aponta um canhão para o Tejo. A espada é o símbolo certo perante a grandeza da ameaça : ferramenta cintilante de aguerrido guerreiro lusitano (aqui Margarida Gil), como a lendária funda de David que derrubará o Gigante, serve bem os propósitos bélicos de João César Monteiro.
De outro modo não poderia ser : o navio traz consigo a peste, Nosferatu está pronto a desembarcar com o seu exército de ratos. O terreno é propício à invasão : «sem aumento de produção, os preços dos alimentos sobem e a população empobrece. A única actividade estimulada é a prostituição». Neste triste contexto, «feitos “positivos” da realidade portuguesa – ligados à actividade dos trabalhadores (construção naval : Lisnave), vida agrária :  Alentejo) – são postos em paralelo com tipos de existência marginal (Cais do Sodré : prostituição, vadiagem, influências do capitalismo interior ou dum certo tipismo de mentalidade e moral conservadoras» (Cit.: José de Matos-Cruz em Cais do Olhar, ed. da Cinemateca Portuguesa, 1999.
Sente-se Monteiro vencedor nessa desigual batalha. O filme sai e ele ganha a guerra.

## Ficha técnica
- Argumento – João César Monteiro e Maria Velho da Costa
- Realizador – João César Monteiro
- Produção –  Oficina de Cinema e RTP
- Exteriores – Lisboa e Alentejo
- Rodagem – Fevereiro e Primavera
- Assistente de realização – Margarida Gil e Vítor Silva
- Fotografia – Acácio de Almeida
- Assistente de imagem – Carlos Mena
- Director de som – João Diogo
- Música – Richard Wagner, Giacomo Puccini (Madame Butterfly)
- Género – documentário (cinema militante)
- Formato – 16 mm p/b
- Duração – 66’
- Laboratórios de imagem – RTP e Tobis Portuguesa
- Laboratórios de som – Valentim de Carvalho
- Distribuição – Animatógrafo
- Estreia – Lisboa, cinema Universal, a 19 de Junho de 1976